# Sarindoides violacea
Sarindoides violacea är en spindelart som beskrevs av Cândido Firmino de Mello-Leitão 1922. 
Sarindoides violacea ingår i släktet Sarindoides och familjen hoppspindlar. Inga underarter finns listade i Catalogue of Life.